# Jack Nichols (activista)
Jack Nichols (nacido como John Richard Nichols, Washington D. C. 16 de marzo de 1938 - 2 de mayo de 2005) fue un activista estadounidense de los derechos LGBT. Cofundó la rama de Washington D. C. de la Mattachine Society en 1961 junto a Franklin E. Kameny.

## Biografía
Nichols nació en Washington D. C. y salió del armario como gay a sus padres cuando aún era un adolescente.

## Activismo
Nichols fundó la Mattachine Society of Washington en 1961, y la Mattachine Society of Florida en 1965. La Mattachine Society of Washington era independiente de la Mattachine Society nacional, que se había desbandado formalmente unos meses antes.
En 1963, dirigió el Comité de Preocupaciones Religiosas de la Mattachine Society of Washington, que más tarde se convirtió en el Washington Area Council on Religion and the Homosexual. Esta organización fue la pionera en el establecimiento de lazos entre el movimiento LGBT y la National Council of Churches.
Nichols lideró la primera marcha de derechos LGBT en la Casa Blanca en abril de 1965, y participó en las protestas del Recordatorio anual en el Independence Hall de Filadelfia, cada 4 de julio desde 1965 a 1969. También hizo lobby de manera exitosa con la American Psychiatric Association para que retiraran su definición de homosexualidad como trastorno mental.
En 1969, tras trasladarse a Nueva York, Nichols y su pareja Lige Clarke fundaron GAY, el primer periódico semanal para gais de Estados Unidos distribuido en kioscos.
Desde febrero de 1997, Nichols fue el editor jefe de GayToday.com, una revista de actualidad en línea. Falleció el 2 de mayo de 2005 debido a complicaciones derivadas del cáncer.

## Obra
- Clarke, Lige; Jack Nichols (1974). Roommates Can't Always be Lovers: An Intimate Guide to Male-male Relationships. St. Martin's Press.
- Jack Nichols (1975). Men's Liberation: A New Definition of Masculinity. Penguin. ISBN 0140040366.
- Jack Nichols (1996). The Gay Agenda: Talking Back to the Fundamentalists. Prometheus. ISBN 1573921033.
- Jack Nichols, (2004). The Tomcat Chronicles: Erotic Adventures of a Gay Liberation Pioneer. Haworth Press. ISBN 1560234881.